# Qiangezhai (sockenhuvudort i Kina, Hebei Sheng, lat 36,96, long 115,38)
Qiangezhai (kinesiska: 前葛寨, 固献乡, 固献) är en sockenhuvudort i Kina. Den ligger i provinsen Hebei, i den norra delen av landet, omkring 340 kilometer söder om huvudstaden Peking. Antalet invånare är 32 327. Befolkningen består av 15 910 kvinnor och 16 417 män. Barn under 15 år utgör 20,0 %, vuxna 15-64 år 71 %, och äldre över 65 år 7,0 %.
Runt Qiangezhai är det tätbefolkat, med 570 invånare per kvadratkilometer. Det finns inga andra samhällen i närheten. Trakten runt Qiangezhai består till största delen av jordbruksmark.
Genomsnittlig årsnederbörd är 618 millimeter. Den regnigaste månaden är juli, med i genomsnitt 214 mm nederbörd, och den torraste är januari, med 4 mm nederbörd.